# Can Rosés (Palafrugell)
|  | Per a altres significats, vegeu «Can Rosés». |

Can Rosés, antiga Casa Roger, és un edifici del municipi de Palafrugell (Baix Empordà) inclòs en l'Inventari del Patrimoni Arquitectònic de Catalunya. Actualment és la seu de l'Arxiu Municipal de Palafrugell, de l'Institut de Promoció Econòmica i de la Fundació Ernest Morató.

## Descripció

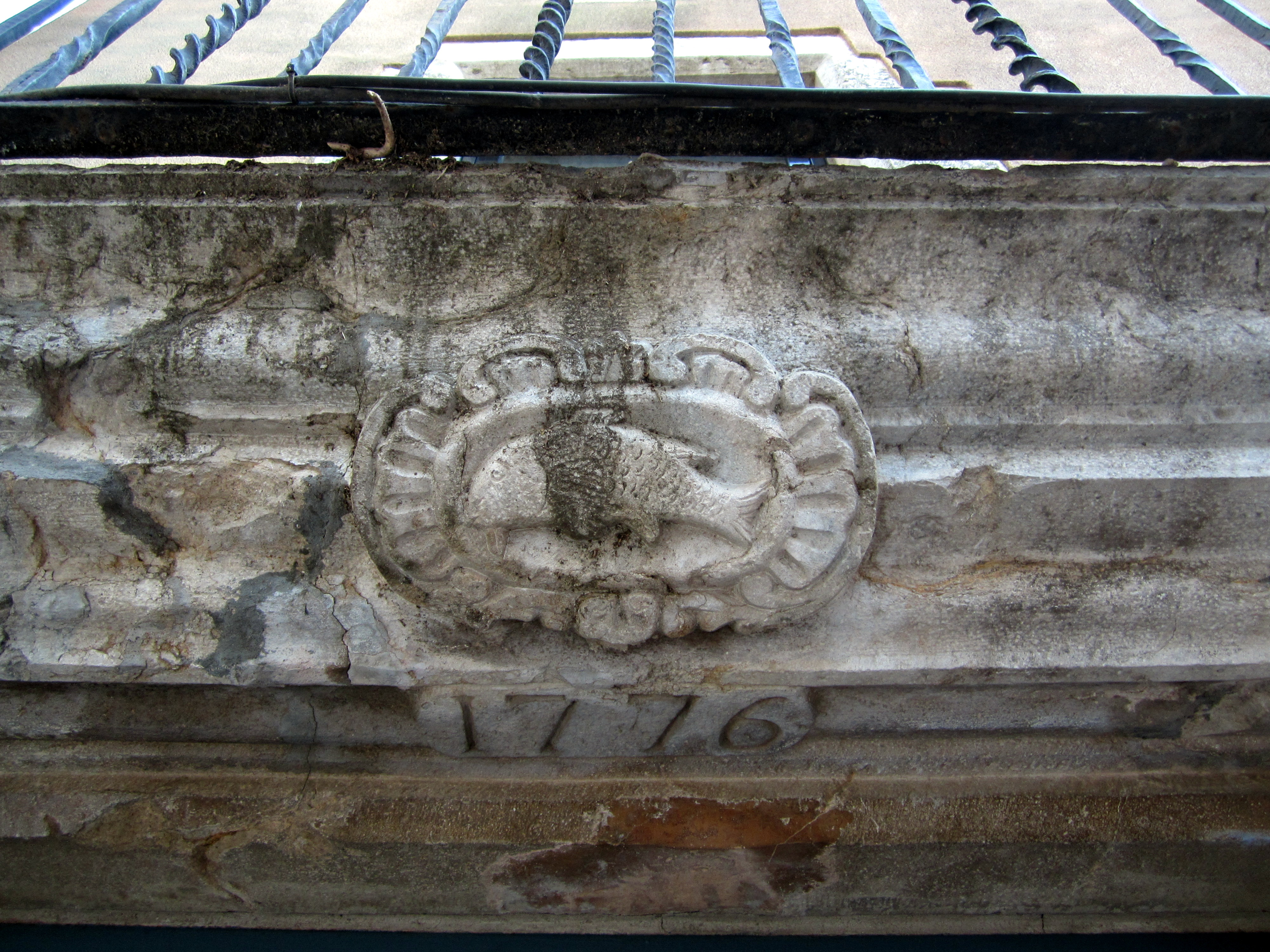
Relleu de la llosa d'una balconada de la façana lateral nord representant un peix, en al·lusió al llinatge Roger, i amb la data 1776

L'edifici era una casa senyorial de dues plantes més les golfes, d'estructura aproximadament quadrangular, amb minúscul pati interior. La façana principal és a ponent, al carrer Major, amb portal d'arc de gran dovellatge i al cim hi ha un gran finestral amb decoració renaixentista a base de motlluratges en relleu. Altres finestres són de tipus gòtic de llinda sobre mènsules. A la llinda d'una altra porta hi ha un emblema incís representant un peix, en al·lusió al llinatge Roger, i la llegenda ANNVS PACIS 1698. A la façana lateral del nord, en la plaça de l'Església, hi ha dues balconades a la llosa d'una de les quals s'hi repeteix, en relleu, el tema del peix, orlat i amb la data 1776. A la façana sud, al carrer d'en Vela, hi destaca un portal adovellat amb relleu heràldic llis.
L'interior era molt compartimentat; l'entrada i altres estances de la planta baixa tenien voltes de maó de pla. Al pis destacava la sala major i les alcoves amb voltes de llunetes; les llindes d'algunes portes presentaven detalls decoratius en relleu. A les golfes era visible un notable embigat amb una gran jàssera. Als baixos s'hi conservava un petit plafó de rajoles policromes del segle xviii, ara al primer pis de l'edifici. La construcció és de gran rebles i morter amb carreus angulars i pedra tallada a les obertures; hi havia escassos rastres d'esgrafiats de tema geomètric a les façanes. A la part posterior de la casa hi havia el cos de les cavallerisses amb voltes de pedra morterada.

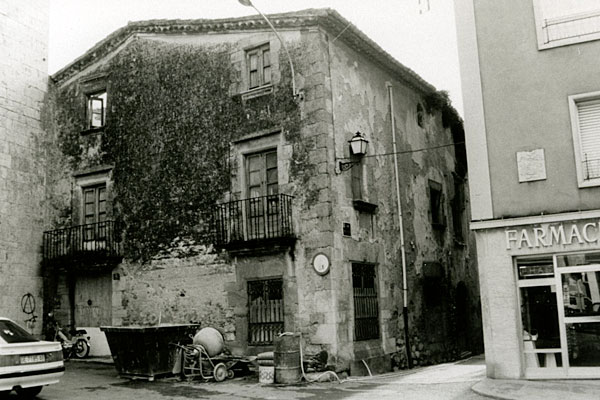
Obres de rehabilitació edifici de Can Rosés, aproximadament el 1995

Considerat l'únic casal notable que resta al nucli antic de la vila, ha estat totalment remodelat en el seu interior i adaptat a les necessitats d'un servei d'arxiu (1995-1998), conservant només les façanes. És adossat al campanar i façana de l'església parroquial de Sant Martí de Palafrugell, del segle xviii, amb els quals forma conjunt.

## Història
Era la casa pairal dels Roger. L'any 1677 Jacint Roger va instal·lar una botiga d'apotecari als baixos d'aquesta casa. La farmàcia passà a ser regentada pels apotecaris Josep Marquès; després, Martí Puig, que va ser home de confiança dels Rosés a Palafrugell durant quasi 20 anys. Martí Puig va prosperar econòmicament i va aconseguir que els Rosés li venguessin la llicència de la farmàcia, aquesta es traslladà a l'altre costat de carrer davant per davant de Can Rosés. Martí Puig tingué una única filla, Isabel, que es casà amb el farmacèutic Mateu Suñer i que va ser succeït pel seu fill Frederic Suñer Puig. S'inicia així una nova nissaga de farmacèutics palafrugellencs que arriba fins a l'actualitat.
L'any 1800, en morir Anton Roger, la propietat passà a la seva filla Manuela Roger casada amb Francisco Rosés, apotecari de Girona. La casa passà a anomenar-se Can Rosés. La família Rosés vivia a Girona, en el lloc que encara avui es coneix com «les voltes d'en Rosés», però passava temporades a la casa de Palafrugell fins al 1939, quan va començar un llarg període d'abandó i progressiva ruïna.
Des de final dels anys 60, en ambients culturals de Palafrugell, es lluità sense èxit per la incorporació d'aquesta casa al patrimoni municipal perquè pogués ser restaurada i destinada a serveis culturals o recreatius. Va ser rehabilitada els anys 1995 – 1996 i convertida en un edifici públic, actualment seu de l'Arxiu Municipal, de l'Institut de Promoció Econòmica i de la Fundació Ernest Morató.
El fons documental de la família Rosés es conserva a l'Arxiu Històric de Girona, a partir de la qual se n'ha pogut fer alguna exposició, com la que recull el llibre M'escriuràs una carta?.